# Lecanora flavidofusca
Lecanora flavidofusca är en lavart som beskrevs av Müll. Arg. Lecanora flavidofusca ingår i släktet Lecanora och familjen Lecanoraceae.   Inga underarter finns listade i Catalogue of Life.